# Lycaena batavus
Lycaena batavus är en fjärilsart som beskrevs av Charles Oberthür 1923. Lycaena batavus ingår i släktet Lycaena och familjen juvelvingar. Inga underarter finns listade i Catalogue of Life.